# Homeworld
Homeworld (с англ. — «Родной мир») — компьютерная игра, стратегия в реальном времени на космическую тематику. Разработана компанией Relic Entertainment, издана 28 сентября 1999 года компанией Sierra Entertainment. Сюжет повествует о кушанах, изгнанниках с планеты Кхарак, чья родная планета была уничтожена Империей Таидан в ответ на разработку технологии гиперпространственного прыжка. Выжившие отправляются в путешествие на своём материнском корабле, способном строить другие корабли, чтобы вернуть свою древнюю родину Хиигару, захваченную Таидан. По пути им встречаются различные пираты, наёмники, торговцы и повстанцы. На каждом уровне игрок собирает ресурсы, строит флот и использует его для уничтожения кораблей противника и достижения целей миссии. Флот игрока переносится между уровнями и может перемещаться в полностью трёхмерном пространстве внутри каждого уровня, а не ограничиваться двухмерной плоскостью.

## Игровой процесс
Homeworld — стратегия в реальном времени, действие которой происходит в космосе. Игровой процесс, как и в большинстве стратегий, сфокусирован на сборе ресурсов, постройке войск и использовании их для уничтожения сил противника и выполнения задания. Игра включает в себя как однопользовательские, так и многопользовательские режимы; однопользовательский режим состоит из одной сюжетной кампании, разбитой на уровни. На каждом уровне у игрока есть цель которую им нужно достичь прежде чем они смогут закончить уровень, однако конечная цель миссии может измениться по мере того как разворачиваются события уровня. Между каждым из 16 уровней демонстрируется нарисованная от руки черно-белая роспись в качестве внутриигрового видео с голосовыми комментариями от рассказчика.

Скриншот из оригинальной версии игры, демонстрирующий битву рядом с материнским кораблём. Материнский корабль атакован с помощью лучевого и ракетного вооружения и горит. Игровой интерфейс скрыт по умолчанию.

Центральный корабль флота игрока является материнским кораблём, кораблём-маткой, большой базой, которая может строить другие корабли; в отличие от других космических аппаратов, в однопользовательской кампании материнский корабль не может двигаться. На каждом уровне присутствуют неподвижные камни или пылевые облака, из которых ресурсы могут добываться специализированными промысловыми судами, которые затем доставляют свою добычу материнскому кораблю. Добыча рассчитывается в виде «ресурсов», единственной валюты игры. Ресурсы могут быть потрачены игроком на строительство новых кораблей на корабле-матке. Суда, которые можно построить, бывают разных типов, которые обнаруживаются и изучаются в ходе игры. К ним относятся корабли-сборщики, небольшие истребители, фрегаты, эсминцы и тяжелые крейсеры, а также специализированные суда, такие как исследовательские суда и ремонтные корветы. Истребители должны периодически возвращаться к материнскому кораблю для заправки, в то время как корветы-сборщики могут захватывать вражеские корабли и буксировать их к материнскому для того чтобы те стали частью флота игрока. На некоторых уровнях новые типы кораблей могут быть разблокированы путём захвата вражеского корабля этого типа и посредством его исследования, проводимого на исследовательском судне, или с помощью сюжетных элементов. В начале кампании игрок может выбрать между управлением флотом рас «Кушан» или «Таидан». Выбор расы влияет на дизайн кораблей и изменяет некоторые опции специализированных кораблей, но не влияет на сюжет и игровой процесс.
Играбельная площадь каждого уровня — сфера, разделённая пополам круговой плоскостью. Кораблям может быть отдан приказ на перемещение в любую точку этой сферы, как по отдельности, так и в группах. Игровая камера может следовать за любым судном и просматривать их под любым углом, а также отображать точку зрения судна. Игрок может также просматривать всю карту уровня вместе со всеми видимыми кораблями в режиме «менеджера датчиков». Суда могут быть сгруппированы в формации, такие как клины или сферы, для того чтобы обеспечить тактические преимущества во время боя с вражескими кораблями. Корабли без специализации, такой как сбор ресурсов, оснащены оружием для стрельбы по вражеским кораблям, в том числе баллистическими пушками, лучевым оружием и ракетами. По мере того как корабль повреждается оружием, его очки здоровья истощаются, добавляются визуальные эффекты, такие как огонь и дым, и он может в конечном итоге взорваться.
Когда все цели миссии завершены, игроку предоставляется возможность совершить гиперпространственный прыжок, чтобы закончить уровень. Он может быть отложен для того чтобы собрать больше ресурсов или построить больше кораблей. Когда начинается гиперпространственный прыжок, все истребители возвращаются к материнскому кораблю и крупные корабли выстраиваются рядом с ним, и появляются большие синие прямоугольники, которые проходят через корабли и телепортируют их на следующий уровень. Игрок сохраняет свой флот между уровнями, а сложность каждой миссии корректируется в некоторой степени в зависимости от количества кораблей в флоте игрока в начале каждого уровня. В многопользовательских битвах цель обычно заключается в уничтожении материнского корабля противника, хотя имеются и другие условия для победы. Материнский корабль способен передвигаться в многопользовательском режиме, и, поскольку нет череды уровней, исследования проводимые на исследовательском судне следуют технологическому дереву. Исследование каждого нового улучшения или дизайна корабля занимает определенное количество времени, не зависящее от сюжета. Доступны несколько карт и опции для отключения исследования технологий или потребления топлива у небольших кораблей.

## Сюжет
На протяжении долгих веков обитатели планеты Кхарак (Kharak) жили в уверенности, что их планета им не родная. Существовала Загадка Происхождения (Question of Origin), разрешить которую не удавалось ни путём полемики, ни путём научных изысканий. Так продолжалось до тех пор, пока научные достижения и растущая потребность в новых территориях не вынудила искать обитаемые места в доселе непригодных для жилья экваториальных пустынях. Орбитальный спутник обнаружил погребённый в песках исполинский космический корабль. Незамедлительно к нему была послана экспедиция. Среди останков корабля были обнаружены артефакты: Путеводный Камень (Guidestone) и гиперпространственное ядро (Hyperspace Core).
Путеводный камень содержал в себе карту галактики и простой однозначный вектор, указывающий на определённое место недалеко от центра галактики. Это место было подписано словом Хиигара (Hiigara), что на всех наречиях Кхарака означало «дом». Задолго до находки Путеводного Камня было определено, что изначально существовала одна культура и одно наречие, потому находка имела чрезвычайно высокую важность.
Всё население объединилось для великой цели — постройки космического корабля, содержащего в себе отремонтированное гиперядро, —  чтобы вернуться на историческую родину в центре галактики. Кроме того, была предпринята кампания по набору колонистов-репатриантов. Девушка по имени Каран С’джет (Karan S’jet) добровольно становится живым центральным процессором материнского корабля и Командующей Флотом (Fleet Command).
Игра начинается в момент запуска материнского корабля с верфи на орбите, где игроку предлагается пройти первую тренировочную миссию для освоения основ управления флотом.
В конце тренировочной миссии материнский корабль совершает гиперпрыжок к окраинам системы Кхарак, где выясняет, что корабль поддержки Кхар-Селим (10 лет шедший к обозначенной точке на обычной тяге) был атакован и уничтожен неизвестным флотом. Этот же флот атакует и материнский корабль. После отражения нападения материнский корабль спешно возвращается на орбиту Кхарака, где застаёт картину тотального опустошения и разрушения. Поверхность планеты полностью выжжена, в живых не осталось никого, за исключением 6 массивных барж с погружёнными в анабиоз колонистами, по 100 тысяч человек в каждой. Баржи атакуются кораблями, после захвата одного из которых становится понятно, что войну против кхаракидов ведёт древняя Таиданская империя, выгнавшая предков кхаракидов с Хиигары и наложившая на них запрет на использование гипердвигателя несколько тысяч лет назад. Поскольку возвращаться больше некуда, флот во главе с материнским кораблём приступает к выполнению своей основной миссии — путешествия на Хиигару, что отныне является единственным условием выживания.
По пути к Хиигаре кушане встречаются с Бентуси, миролюбивыми торговцами технологиями; натыкаются на своих родственников Кадешей, давно отколовшихся от основной массы изгнанников и ставших сами по себе; помогают таиданам-повстанцам, которые пошли против империи в знак протеста против садистской политики Императора, приказавшего учинить геноцид на Кхараке.
В конце концов, кушане и огромный флот таидан сталкиваются в финальной схватке на орбите Хиигары; с помощью подоспевшего флота таиданских повстанцев удаётся уничтожить флагман империи вместе с Императором; к планете также прибывает флот Совета Галактики, созванного дружественными кушанам торговцами Бентуси.
Кушане празднуют свою победу и возвращение домой, символика Таиданской империи предаётся огню. Совет Галактики признаёт право кушан на Хиигару.
Изначально предполагалось несколько больше миссий (вплоть до 19), но из-за сроков релиза количество миссий остановилось на 16. В одну из невошедших в релиз миссий можно поиграть в расширенной демоверсии Homeworld: Raider’s Retreat.

## Расы

### Кушане
Кушане являются пострадавшей стороной: их изгнали из родного мира, потом сожгли второй родной мир, и они, полные праведного гнева, возвращаются забрать то, что когда-то им принадлежало.

### Таидане
Приказы императора Таиданской империи служат укреплению державы. Но уничтожение Кхарака лишь подстегнуло революционное движение, символом надежды которого стали выжившие и сражающиеся кушане.

### Бентуси
Таинственные древние торговцы, хранящие много секретов в недрах своих кораблей.

### Туранские рейдеры
Пираты дальнего космоса, старающиеся уничтожить или захватить всё, что представляет мало-мальскую ценность, и чью лояльность легко купить.

### Кадеши
Отколовшиеся на пути от Хиигары братья кушан, возведшие туманность, в которой они поселились, в культ, а затем и в тщательно оберегаемую от посягательств извне религию.

## Космический флот

Два корабля-разведчика расы Таидан в первой миссии. На заднем плане виден материнский корабль.

Ключевой особенностью флота как Кушан, так и Таидан является наличие уникального материнского корабля (Mothership), выполняющего роль основной базы операций. Материнский корабль имеет собственное вооружение, и гипердвигатель, позволяющий преодолевать значительное пространство (гиперпрыжки делят игру на уровни).
Весь космический флот делится на боевой флот и флот поддержки.
Флот поддержки включает в себя специальные корабли, такие как сборщик и контроллер ресурсов, исследовательский корабль, зонд, судно-детектор кораблей невидимок, генератор гравитационного колодца. Корабли поддержки вооружения не имеют.
Боевой флот в свою очередь подразделяются на классы в зависимости от тоннажа. Существуют такие классы:
- Малые корабли
  - Истребители — включает в себя перехватчики, штурмовики и пр.
  - Корветы  — лёгкие, тяжёлые, зенитные, ремонтные, абордажные, корветы-постановщики мин и пр.
- Тяжёлые корабли
  - Фрегаты — штурмовые, ионные, поддержки, «дроновые» и пр.
- Сверхтяжёлые корабли — корабли-носители (авианосец), эсминцы и тяжёлые крейсеры.
- Флагман — материнский корабль (корабль-матка)

Флагманы и носители могут производить любые корабли классом ниже собственного

## Оценки
| Сводный рейтинг | Сводный рейтинг |
| Агрегатор       | Оценка          |
| --------------- | --------------- |
| GameRankings    | 88,81 %         |

| Сводный рейтинг | Сводный рейтинг |
| Агрегатор       | Оценка          |
| --------------- | --------------- |
| GameRankings    | 87,66 %         |

## История серии
- В 2000 году было выпущено самостоятельное дополнение Homeworld: Cataclysm.
- В 2003-м году вышла вторая часть — Homeworld 2.
- В 2014 году, во время выставки PAX East, студия Gearbox Software объявила о новом сборнике Homeworld Remastered Collection[8]. Игра вышла 25 февраля 2015 года в сервисе цифровой дистрибуции Steam.
- В 2016-м году, вышел наземный RTS-приквел серии под названием «Homeworld: Deserts of Kharak».